# Alpthal
Alpthal is een gemeente en plaats in het Zwitserse kanton Schwyz, en maakt deel uit van het district Schwyz.
Alpthal telt 597 inwoners.